# Carmen López Peña
María del Carmen López Peña (Madrid, 11 de noviembre de 1885 - 1941) fue una música, compositora y cantante de lieder española. Destacó como pionera en la lucha por la visibilidad de las compositoras en España. Su labor como docente y creadora contribuyó a abrir caminos para las futuras generaciones de mujeres en la música. Fundó y dirigió la Sociedad de Amigos de la Música en Madrid a la que le dedicó un poema lírico llamado Cruz de Mayo.

## Trayectoria
Realizó sus estudios en el Real Conservatorio Superior de Música de Madrid, donde se formó en armonía y composición con Pedro Fontanilla, en órgano con Bernardo Gabriola y en canto con Lorrentini. Ingresó en la Universidad Popular Madrileña (UPM) donde comenzó como alumna de solfeo. Posteriormente, fue nombrada profesora de lenguaje musical y, finalmente, directora de la sección de música. Además, propuso al Conservatorio de Madrid eliminar las calificaciones en favor de la perseverancia de los estudiantes, siguiendo el modelo de la UPM.
Participó en revistas como la Lira Española donde defendió el papel de la mujer y luchó contra los prejuicios de género en el ámbito musical. Un ejemplo de esta reivindicación se encuentra en la revista Intermezzo, que en 2020 dedicó un apartado a visibilizar el papel marginal de las compositoras, destacando la falta de oportunidades e invisibilización que sufrieron. Por otro lado, colaboró con la asociación Lyceum Club Femenino para fomentar la libertad organizativa y el pensamiento independiente de las mujeres. Intervino en conciertos como La mujer en la música, creados para realizar actos reivindicativos. Sus conciertos eran celebrados en el Ateneo de Madrid donde se daban visibilidad a obras de Carmen López Vázquez, María Rodrigo o Ascensión Martínez.

## Composiciones y estilo
Su producción musical abarca diversas formas y estilos:
- Nocturno: obra sinfónica para orquesta y temas árabes
- Escena Lírica: cuarteto y coros mixtos
- Cuadros líricos madrileños: ópera de cámara
- Cartones de Goya
- Carnavalinas
- Cantiga moruna: inspirada en la Alhambra
- Lesu Redemptor: aria religiosa
- Varias piezas para violín y piano
- Torpeza y ¿No sabéis por qué lloro?: canciones para voz y piano

Estas obras aparecieron en conciertos organizados por la Sociedad de Amigos de la Música donde ella misma participó. Ejerció tanto de intérprete como de directora coral. En 1916 actuó como mezzosoprano en obras de Ascensión Martínez Ramírez y, en 1917, dirigió la pieza Así cantan los niños del compositor Jesús Guridi.

## Conciertos y actuaciones en vivo
Participó en numerosos conciertos como cantante, directora y compositora:
- El 30 de enero de 1916, se presentó como cantante en una obra de Ascensión Martínez en un concierto organizado por la Sociedad de Amigos de la Música en el Salón Montano. Además, cantó en obras como La Balada, Barcarola y La siega.[6]
- En 1917, dirigió coralmente la obra Así cantan los niños de Jesús Guridi en el octavo concierto de la temporada de la Sociedad de Amigos de la Música. En este, se estrenaron sus composiciones como Carnavalinas, Iesu Redemptor, Torpeza o ¿No sabéis por qué lloro? Por último, interpreta Zwiegespiach de Capllonch.[6]
- El 26 de mayo de 1919, estrenó el poema lírico Cruz de Mayo en el teatro ABC de Madrid.[3]
- En 1929, participó en La mujer en la música donde se interpretaron obras de María Rodrigo y Ascensión Martínez. En ese mismo año, organizó un concierto junto al compositor venezolano Jaime Martínez en el que se interpretaron obras españolas y se destacó el trabajo de compositoras previamente mencionadas.[5]

Su trabajo para la Sociedad de Amigos de la Música la llevó a organizar varios recitales y conciertos para promover la música de compositoras españolas. Asimismo, el estreno de su repertorio vocal y sinfónico fomentó el reconocimiento de la mujer en la música.